# Hydropsyche speciophila
Hydropsyche speciophila là một loài Trichoptera trong họ Hydropsychidae. Chúng phân bố ở miền Cổ bắc.